# غوستاف ديوتش
غوستاف ديوتش (بالألمانية: Gustav Deutsch)‏ هو مخرج فني ومهندس معماري ومصمم الإنتاج ومونتير ومخرج نمساوي، ولد في 19 مايو 1952 في فيينا في النمسا، وتوفي في 2 نوفمبر 2019.

## وصلات خارجية
- غوستاف ديوتش على موقع IMDb (الإنجليزية)
- غوستاف ديوتش على موقع ألو سيني (الفرنسية)
- غوستاف ديوتش على موقع أول موفي (الإنجليزية)
- غوستاف ديوتش على موقع ديسكوغز (الإنجليزية)
- غوستاف ديوتش على موقع قاعدة بيانات الفيلم (الإنجليزية)
- غوستاف ديوتش على موقع كينوبويسك (الروسية)